# Husum (Butjadingen)
Husum ist als Bauerschaft ein Ortsteil von Burhave in der Gemeinde Butjadingen im Landkreis Wesermarsch.

## Geschichte
Die Vorgängersiedlung von Husum versank 1570 in der Nordsee. Bis 1885 war die Bauerschaft selbstständig, dann mit der Bauerschaft Boving als Boving-Husum vereint. Es lässt sich nicht genau sagen, ob bei dem Wohnplatz Bärdeich das untergegangene Dorf Bardiek stand.

## Demographie
| Jahr | Einwohner |
| ---- | --------- |
| 1675 | 84        |
| 1793 | 27        |
| 1815 | 75        |
| 1855 | 81        |
| 1925 | 75        |
| 1970 | 105       |